# Ԅ
Ԅ, ԅ (в Юнікоді називається комі зе) — літера розширеної кирилиці. Використовувалася в алфавіті В. А. Молодцова. Буква використовувалася в письмовому вигляді тільки в мові комі у 1920 році, де була 11-ю літерою за ліком і позначала звук [zʲ].